# Downtown Los Angeles
De wijk Downtown Los Angeles ligt in het noordoosten van de stad Los Angeles, in de Amerikaanse staat Californië. De Los Angeles River stroomt door Downtown heen.

## Onderwijs

### Basis- en middelbare scholen
- Belmont High School
- Edward R. Roybal Learning Center
- Miguel Contreras Learning Complex
- High School for the Visual and Performing Arts
- Santee Education Complex
- Downtown Magnets High School
- Loyola High School

### Hoger onderwijs
- The Colburn School of Performing Arts
- Los Angeles Trade-Tech College
- Southern California Institute of Architecture (SCI-Arc)
- Loyola Law School
- Mount St. Mary's College
- The Fashion Institute of Design & Merchandising
- The Chicago School of Professional Psychology, Los Angeles Campus

## Buurten
In Downtown Los Angeles liggen de volgende buurten:
- Arts District
- Bunker Hill
- Chinatown
- Civic Center
- Fashion District
- Financial District
- Gallery Row
- Historic Core
- Jewelry District
- Little Tokyo
- Skid Row
- South Park
- Old Bank District
- Toy District
- Wholesale District

### Civic Center
Civic Center is het bestuurlijk centrum van Los Angeles, hier staan gebouwen van de gemeente LA, van de county, van de staat Californië en van de federale overheid.
Ook is de krant Los Angeles Times hier gevestigd.
De wijk is toegankelijk via het metro-station Civic Center Station (met de Red Line of de Purple Line). Het hoofdbureau van de politie van Los Angeles (Police Administration Building), ligt ook in de wijk. Er is een openbaar park naast het gebouw. Een ander park, het Los Angeles Mall Park, strekt zich uit tussen het Stadhuis van LA en het Los Angeles Music Center in Bunker Hill.

### Little Tokyo

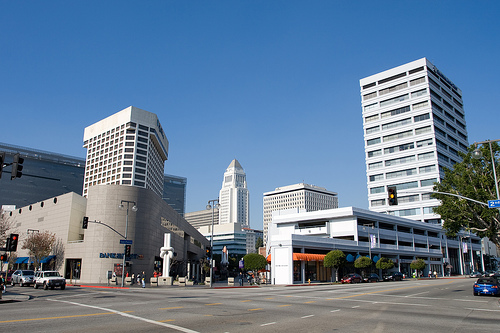
Het Weller Court Shopping Center in Little Tokyo

Ondanks de suburbanisatie van de Japanse Amerikanen in Zuid-Californië van de afgelopen decennia, blijft de buurt Little Tokyo het culturele hart van de Japans-Amerikaanse gemeenschap. De buurt is de thuisbasis van een aantal boeddhistische tempels, vele winkels en restaurants en tavernes, twee musea, en een bibliotheek. Little Tokyo is toegankelijk via de metro-stations Civic Center Station en
Little Tokyo (Gold Line).
Te voet kan men terecht in het Japanse Village Plaza. Er is een uitkijktoren op First Street en het winkelcentrum Weller Court Shopping Center. Het winkelcentrum heeft een gedenkteken voor de 7 bemanningsleden die omkwamen bij de ramp met de Space Shuttle Challenger (ruimteveer).
In het Japans-Amerikaans Nationaal museum zijn tentoonstellingen te bekijken over de strijd tussen Japan en Amerika in de Tweede Wereldoorlog, maar ook tentoonstellingen van Japans-Amerikaanse kunstenaars.
Ook zijn in Little Tokyo twee musea gevestigd: het Museum of Contemporary Art (MOCA) en het Geffen Contemporary.

### Chinatown
In Chinatown wonen veel Chinezen.

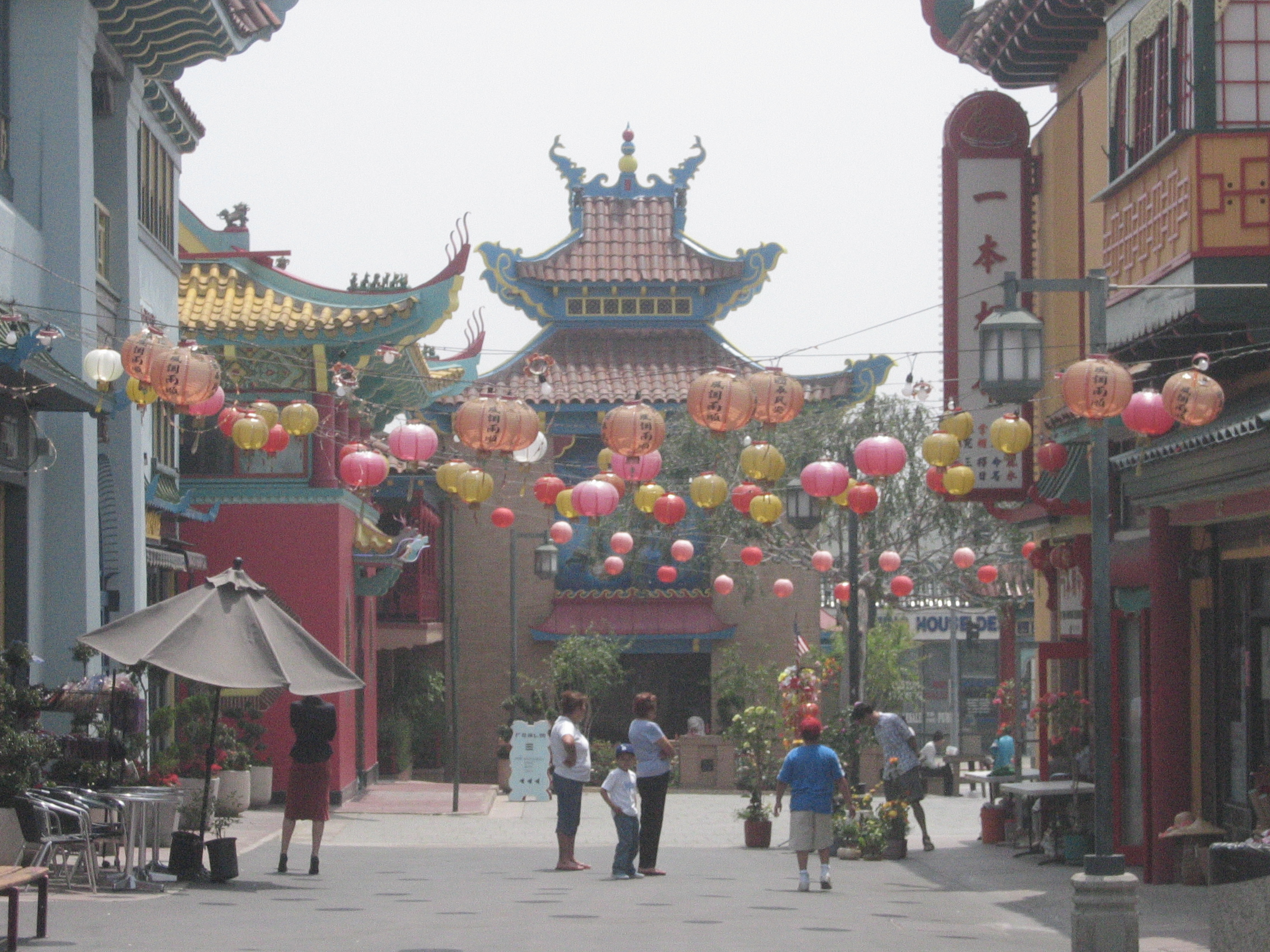
Chinatown van Los Angeles

Buiten LA zijn onder meer de Chinatowns van San Francisco, New York en Amsterdam bekend.

### Southpark
Southpark (niet te verwarren met de Amerikaanse tv-serie South Park), is een snel groeiende wijk in Downtown. Southpark wordt een 'hippe' woonbuurt. Dit komt doordat de huizen hier goedkoop zijn, waardoor jongeren gemakkelijk een nieuw bedrijf kunnen beginnen. Het aantal cafés groeit.

### Bunker Hill

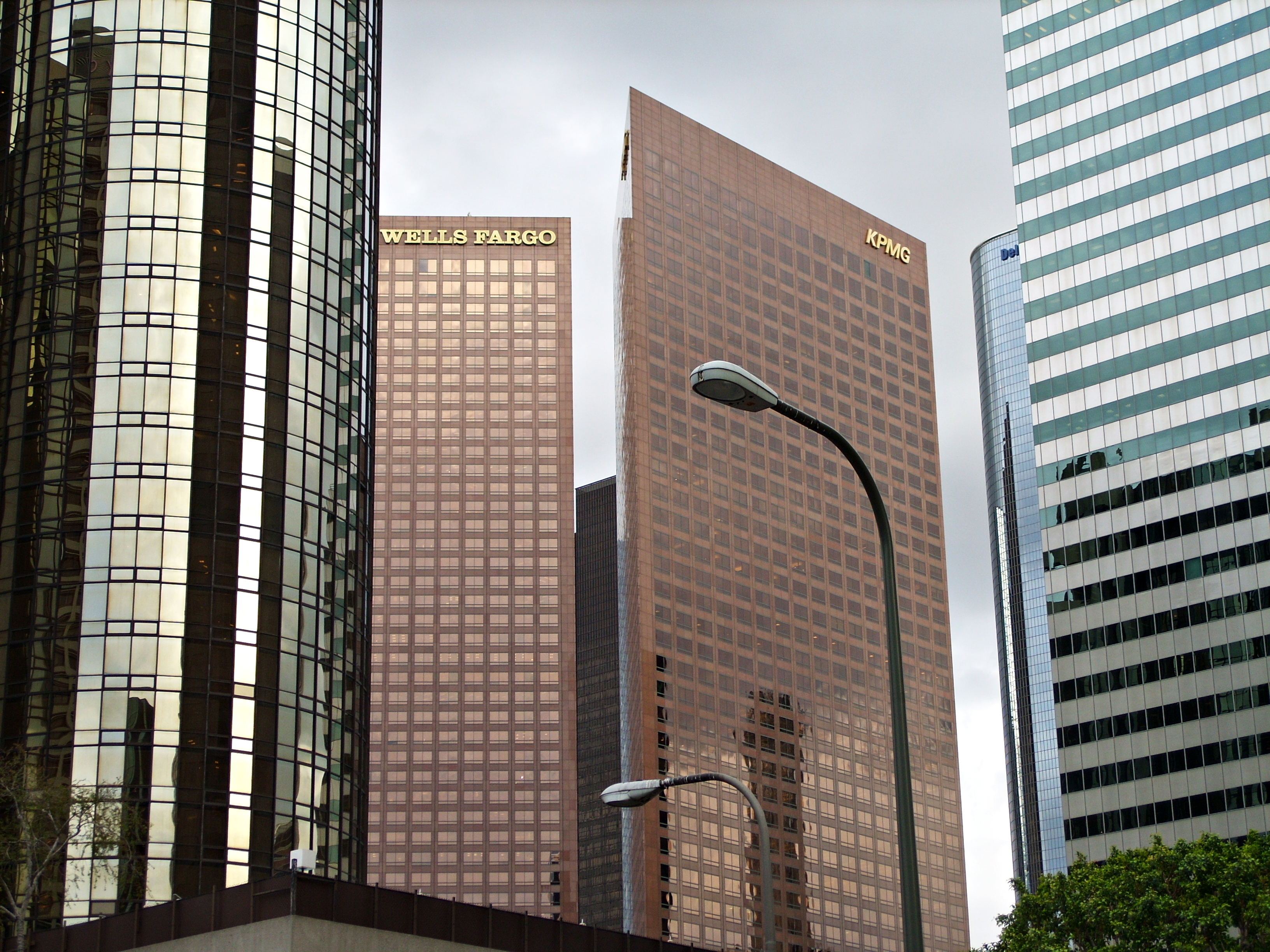
Moderne gebouwen in Bunker Hill

Bunker Hill is het culturele hart van Los Angeles. Er zijn meerdere kunst-academies (Arts Schools). Bunker Hill is toegankelijk via het metro-station Civic Center Station (Red Line of Purple Line).